# 連隊所有者
連隊所有者またはインハーバー (ドイツ語: Inhaber) は、ハプスブルク帝国において一部の貴族に与えられた軍隊内の職権、称号。原義は主人、所有者である。元をたどると、ハプスブルク軍は長らく封建制をもとに裕福な貴族たちの兵によって構成されていた。そうした部隊を供出し指揮する貴族（インハーバー）は、その報酬として徴発や略奪の権利を得ていた。またその貴族は、自身の部隊と恥辱や名誉を共有した。

## 概要
連隊所有者の権力は大きかった。まず彼らは部下の選択権、少なくとも王など外部からの任命の拒否権を有していた。また封建領主のように、自身の「所有」する連隊に対して法的な大きい権威を有していた。元々の連隊所有者はその連隊を組織し維持する貴族を指していたが、近世後期に国王（皇帝）のもとでの軍隊の再編が進むにつれて、功績をあげた軍人に対する褒賞としての名誉職・称号になっていった。各連隊は連隊番号、兵種、連隊所有者名によって名前が付いており、連隊所有者が交代した際には連隊名も変わった。

## 実例
ある連隊所有者が有名もしくは忠実な人物であると、その業績を記念して名前の一部が連隊の通称となることがあった。例えば1789年9月16日にドナウ川の島にあったオスマン帝国軍の一大補給基地を襲撃することに成功したナウエンドルフ伯フリードリヒ・ヨーゼフは、同年11月9日に四個騎兵大隊を率いて鉄門から10マイル (16 km)離れたグラドヴァ市（現セルビア・クラドヴォ）を占領しに向かったのち、第30軽騎兵連隊ヴルムザーの指揮権を与えられた。この部隊名はダゴベルト・ジークムント・フォン・ヴルムザーにちなんでいる。ヴルムザーが1797年に死去したのち、この連隊は「ナウエンドルフ」の通称で呼ばれるようになった。
連隊所有者は基本的に終身職だった。フランス革命によりオーストリアに亡命して1794年6月22日に第21胸甲騎兵連隊の所有者となったカール・オイゲン・フォン・ロートリンゲンは、1825年11月21日にウィーンで死去するまでその地位にあった。連隊所有者は、連隊の兵士と同じ民族から（ドイツ人、ボヘミア人、モラヴィア人、ハンガリー人、ガリツィア人など）選ばれることが多かった。
第3歩兵連隊は1780年から「カール大公」という通称で知られていた。これはレオポルト2世の息子カール・フォン・エスターライヒ＝テシェン（カール大公）にちなんだ名である。カール大公自身は1796年時点で元帥に就任したことで第3歩兵連隊の所有者ではなくなっているのだが、この連隊名はカール大公が死去する1847年まで維持された。